# Pistola de clau de miquelet MdT 405
La Pistola de clau de miquelet amb número de catàleg MdT 405 és una arma del segle xviii del fons del Museu de Terrassa. Es tracta d'una pistola de clau o pany de miquelet feta en acer, llautó i fusta de noguera que fa 31x14x4,5 centímetres i forma part d'un conjunt de deu pistoles de diferents tipologies (de duel, de viatge i de clau o pany de miquelet) de procedència desconeguda. i restaurades l'any 1997.
Aquesta pistola de clau o pany de miquelet deu el seu nom al mecanisme usat per disparar l'arma de foc. Aquest emprava una pedra foguera o de sílex que en ser accionada provocava una petita explosió en la cavitat on hi havia la pólvora. El pany consta d'un rastell d'acer normalment estriat, un filador d'acció lateral, un martell i una anella de la mordassa superior. El mecanisme se situava a l'exterior de la pistola, cosa que la feia molt segura i forta. El canó, també d'acer, consta d'un cos llis amb una anella de reforç a la zona de la boca. Se subjecta a l'encep (o peça on s'aferma el canó) mitjançant un petit cargol. L'encep, de fusta de noguera, consta d'una canya llarga fins a prop de la boca amb una portabaqueta de llautó. La culassa (metall que tapa l'ànima de la pistola per la part oposada a la boca) és de coll cilíndric i acaba amb un pom esfèric.